# アルファロメオ・ナバホ
アルファロメオ・ナバホ（Alfa Romeo Navajo ）は、イタリアの自動車メーカーアルファロメオが1976年に発表したコンセプトカーである。

## 概要
1976年3月のジュネーブモーターショーで発表された。33ストラダーレをベースにしており、ベルトーネによって美しいグラスファイバークーペボディが与えられた。エンジンは2Lの燃料噴射（SPICA）V8エンジンが搭載されており、8,800 rpmで約233 PS（171 kW、230 hp）を発生させる。

### 特徴
リアウィング上部とフロントスプリッター（車体下のスカートのようなもの）は速度に応じ角度が変わり常に空力が最適になるようにされている。